# Pietro Torretta
Pietro Torretta (Palermo, 14 novembre 1912 – Asinara, 3 ottobre 1975) è stato un mafioso italiano, protagonista della prima guerra di mafia.

## Biografia
Nato da una famiglia di mafiosi, alto, magro e dalle maniere eleganti ma allo stesso tempo spietato, Torretta scalò poco a poco le gerarchie di Cosa Nostra da semplice picciotto a capocosca del quartiere Uditore di Palermo.
All'inizio degli anni '60 Torretta si alleò con i fratelli Angelo La Barbera e Salvatore La Barbera per prendere il controllo di tutta Palermo (i fratelli La Barbera erano specializzati nella speculazione edilizia ed erano in lotta con i cugini Greco, dediti al traffico di droga). Divenne un fedelissimo del boss Michele Cavataio, che riuscì a mettere uno contro l'altro i due schieramenti.
Si scatena la prima guerra di mafia che si conclude con la strage di Ciaculli, di cui Torretta viene all'inizio sospettato di essere pure l'autore ma venne prosciolto da ogni accusa. Arrestato nel febbraio 1964, viene rinviato a giudizio nel maggio 1965 a Catanzaro, in quello che sarebbe stato noto come il processo dei 117.

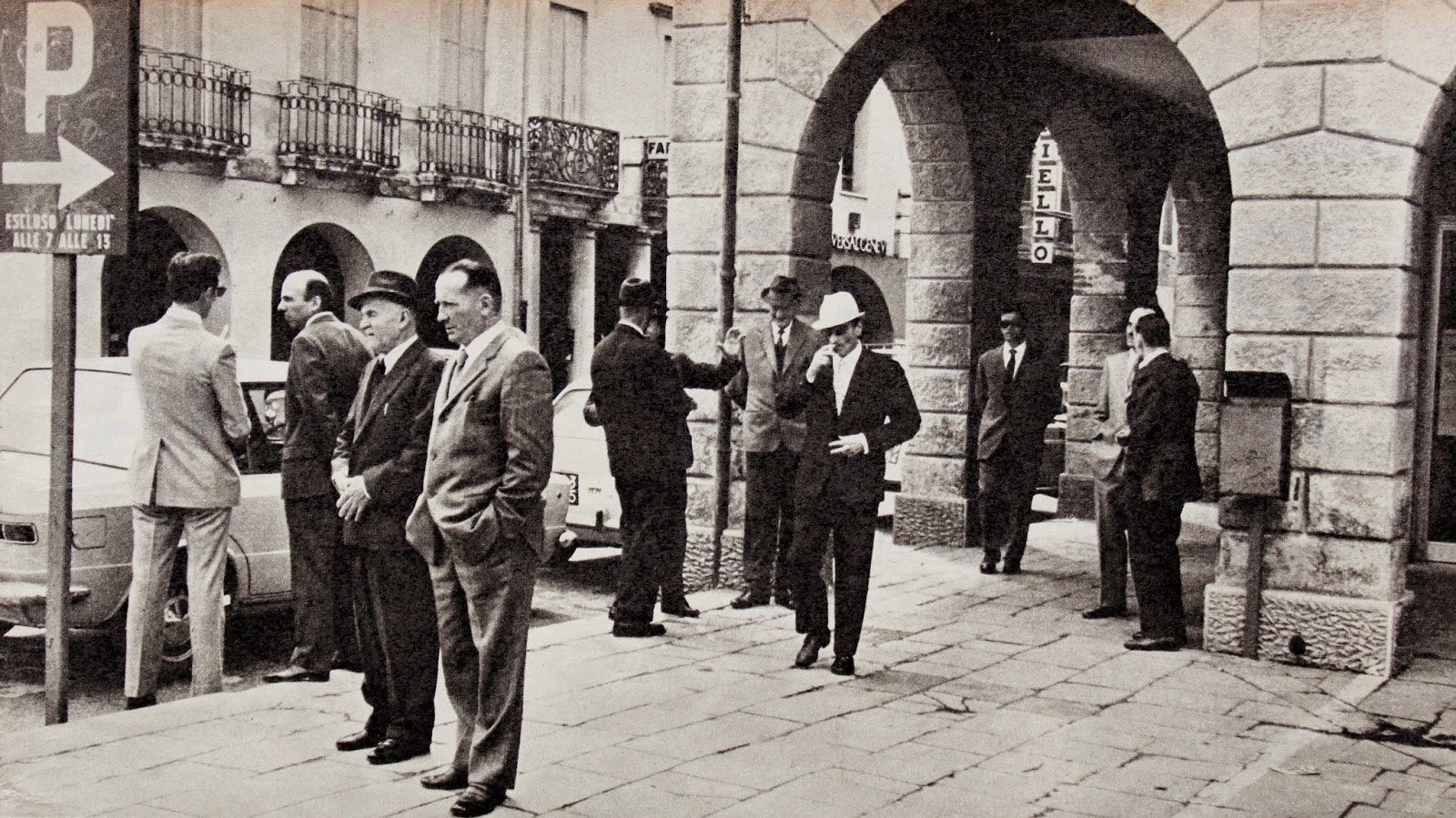
Pietro Torretta (Con il cappello bianco, al centro) fotografato a Cittadella nel 1970.

Scaduti i termini della custodia cautelare e dietro il pagamento di una cauzione, viene rilasciato in libertà vigilata e confinato dal maggio 1970 tramite il soggiorno obbligato a Cittadella, nel padovano. In quella che era all'epoca una prassi giudiziaria tipica per i mafiosi, le foto di Torretta tranquillamente a passeggio per la cittadina - pubblicate su un numero di giugno 1970 da La Domenica del Corriere - desteranno comunque un certo scalpore.
Trasferito successivamente all'Asinara, vi morirà nel 1975 senza aver mai scontato (per motivi di salute) varie condanne che gli erano state comminate anni prima.